# Ledarskapsutbildning
En ledarskapsutbildning är utbildning inom ledarskap som har som syfte att utbilda ledare såsom chefer, personal- och projektansvariga inom en organisation för att höja deras kompetens och förmåga att engagera och motivera sin personalstyrka, men även att utveckla verksamheten och organisationen. Traditionellt har ledarskapsutbildning erbjudits som en underkategori till ekonomiområdet på högskolor och universitet. Ledarskapsutbildning är idag även synonymt med en form av tjänst som tillhandahålls företrädesvis av den privata marknaden i olika format, längd, omfattning och inriktning. I takt med att arbetsmarknaden förändrats med allt mer komplexa uppgifter, högre omsättning och hårdare konkurrens kring vissa kompetenser har det blivit allt viktigare för organisationer att behålla kompetent personal, och där har chefen visat sig ha en stor påverkan på människors benägenhet att byta arbete. 
Även det svenska försvaret har ledarskapsutbildning som en viktig del i officersutbildningar. 

## Olika typer av ledarskapsutbildningar
Ledarskapsutbildning är ett samlingsbegrepp som täcker många olika delar och kan delas upp i ett antal underkategorier. Ledarskapsutbildningar delas normalt in i underkategorier, beroende på vilken roll och erfarenhetsnivå de riktar sig till samt vilket fokusområde utbildningen syftar att tillföra kompetens kring. De kan rikta in sig på en enda av dessa underkategorier eller adressera flera underkategorier:

### Självinsikt
Att förstå sig själv och hur man agerar eller reagerar i olika situationer är ofta en viktig del där det vanligen ingår någon form av analysverktyg.

### Ledarskap
Ledarskap handlar om förmågan att få med sig människor i en bestämd riktning och är inte låst till en specifik yrkesroll. Ledarskap, som det definieras i ledarskapsutbildningar, kan utövas både privat och i yrkeslivet och syftar till att arbeta med frågorna hur och varför. Coachning, konflikthantering, kommunikation och grupputveckling är delar av det som idag normalt ingår i ledarskapsutbildningar.

### Chefskap
Chefskap rör de mer strukturella delarna av ledarskapet, vilket i ledarskapsutbildningar definieras som hårda faktorer och behandlar frågor kring vad. Det kan exempelvis handla om att sätta och följa upp mål, leda och fördela arbetet eller att ha ansvaret för arbetsmiljöarbetet. Svensk arbetsrättslig lagstiftning och praxis ställer en hel del krav på den som formellt har titeln chef. 

### Planering
Inom ledarskapsutbildningar riktade till exempelvis projektledare får ofta generella styr- och planeringsverktyg större utrymme. För mer renodlade chefs- eller ledarroller handlar planeringsdelen oftare om att hantera den egna tiden, vilket av många chefer upplevs som en av de största utmaningarna.

### Verksamhetsutveckling
Ju högre upp i organisationens hierarki en person befinner sig, desto större krav ställs på att inte bara motivera och engagera personalen utan att också utveckla verksamheten och stärka organisationens syfte och existensberättigande. Därför innehåller en del ledarskapsutbildningar riktade till den målgruppen andra discipliner som ekonomi, strategi och marknadsföring.

### Organisationsutveckling
Med högre chefsroller kommer också krav på att ansvara för hur verksamheten organiseras och antalet chefsled. Idag är det få ledarskapsutbildningar som tar upp detta område och en vanligare lösning är ofta att högre chefer engagerar managementkonsulter för större omorganisationer. De organisationsförändringar eller omstruktureringar som sker löpande på grund av ökad eller minskad arbetsbelastning, skiftande behov av kompetenser i organisationen eller liknande är däremot något som i vissa fall berörs i längre ledarskapsutbildningar, då främst på universitetsnivå, då man ofta studerar klassisk teori kring organisationsutveckling.

### Förändringsledning
Förändringsledning syftar till att få med sig en så stor del av organisationen som möjligt vid olika verksamhets- och organisationsförändringar. Det kan handla om att förankra beslut och skapa acceptans men också om mer praktiska förändringar som att implementera nya arbetssätt, nya IT-system, byte av lokal till aktivitetsstyrda arbetsplatser eller annat där det krävs nya beteenden i organisationen. Ledarskapsutbildningar kan rikta sig till personer med yrkesrollen förändringsledare, som inte nödvändigtvis har personalansvar. Förändringsledning och förståelse för hur människor fungerar finns med i en del ledarskapsutbildningar, då mer inriktat till personer med chef som yrkesroll. 

## Auktorisering
I Sverige är det Almega Utbildningsföretagen som auktoriserar svenska utbildningsföretag. Syftet med en auktorisering av ledarskapsutbildningar är att säkerställa att utbildningsleverantörerna är seriösa och erbjuder tjänster med god kvalitet och yrkesskicklighet. Kvalitetskriterier innefattar bland annat systematiskt kvalitetsarbete, metodutveckling, resultatuppföljning och krav på etiskt uppförande och sund ekonomi.